# Văn Hán
Văn Hán là một xã thuộc tỉnh Thái Nguyên, Việt Nam.

## Địa lý
Xã Văn Hán có vị trí địa lý:
- Phía đông giáp xã Tràng Xá và xã Nam Hoà
- Phía tây giáp xã Đồng Hỷ
- Phía nam giáp xã Nam Hoà và phường Linh Sơn
- Phía bắc giáp xã La Hiên, xã Võ Nhai và xã Quang Sơn.

Xã Văn Hán có diện tích 96,26 km², dân số năm 2025 là 19.935 người. Khu vực được định hướng tập trung phát triển kinh tế nông, lâm nghiệp, đặc biệt thế mạnh trồng chè và trồng rừng. Hạ tầng giao thông trên địa bàn xã có tuyến đường tỉnh 269D.

## Lịch sử
Tháng 6 năm 2025, xã Văn Hán được thành lập trên cơ sở nhập toàn bộ diện tích tự nhiên, quy mô dân số của xã Văn Hán (diện tích tự nhiên là 66,09 km²; dân số là 12.041 người) và xã Khe Mo (diện tích tự nhiên là 30,15 km²; dân số là 7.894 người) của huyện Đồng Hỷ. Trụ sở làm việc của xã nằm tại  trụ sở xã Văn Hán cũ.

## Hành chính
Đến năm 2005, xã Văn Hán được chia thành 17 xóm: Vân Hán, La Đùm, Cầu Mai, Phả Lý, Thịnh Đức 1, Thịnh Đức 2, Đoàn Lâm, Vân Hòa, Ba Quà, La Củm, Hòa Khê 1, Hòa Khê 2, La Đàn, Làng Cả, Làng Hòa, Ấp Chè, Thái Hưng. Năm 2019, sáp nhập xóm Thái Hưng vào xóm Phả Lý, sáp nhập hai xóm Thịnh Đức 2 và Đoàn Lâm thành xóm Thịnh Lâm, sáp nhập xóm La Củm vào xóm Ba Quà.
Đến năm 2005, xã Khe Mo được chia thành 15 xóm: Thống Nhất, Đèo Khế, Long Giàn, Khe Mo 1, Khe Mo 2, Làng Cháy, Dọc Hèo, Tiền Phong, La Đường, Ao Rôm 1, Ao Rôm 2, Ao Đậu, Hải Hà, La Nha, La Rẫy. Năm 2019, sáp nhập xóm Thống Nhất vào xóm Đèo Khế và sáp nhập xóm Dọc Hèo vào xóm Làng Cháy.

## Kinh tế - xã hội
Kinh tế chủ yếu của xã Khe Mo cũ là từ cây chè, và trồng rừng (keo), ngoài ra còn có các cây ăn quả như chuối tiêu hồng và ổi. Tuyến đường liên xã dài gần 10 km từ Khe Mo đi Văn Hán là trục giao thông huyết mạch của xã. Khe Mo còn có tài nguyên đất sét để làm xi măng với trữ lượng lớn.
Giống vải thiều Thanh Hà được trồng ở hai xã Khe Mo - Văn Hán cũ. Xã Văn Hán cũ cũng là xã An toàn khu duy nhất của huyện Đồng Hỷ. Ngoài vải thiều, Văn Hán cũ còn phát triển cây chè.